# Дзержинское (Дагестан)
Дзержинское (кум. Адил-отар)— село в Хасавюртовском районе Дагестана.
Образует муниципальное образование село Дзержинское со статусом сельского поселения как единственный населённый пункт в его составе.

## Название
Название Дзержинское дано по каналу имени Дзержинского, на берегу которого расположено село.

## География
Расположено на правом берегу канала имени Дзержинского.
Ближайшие сёла станицы и кутаны: на севере — Уцмиюрт, на западе — Гребенская, на юге — Октябрьское, на востоке — Хариб (Буденновка).

## История
Село было основано в 1957 году переселенцами из села Конхидатли Веденского района (которые, в свою очередь, были выселены из села Кванхидатли Ботлихского района) восстановленной ЧИАССР, после возвращения туда чеченцев, на месте бывшего кумыкского хутора Адиль-отар. В 1964 году часть жителей переселяется в село Кокрек Хасавюртовского района.

## Население
| 1926  | 1939  | 1959  | 1970  | 1989  | 2002  | 2010  |
| ----- | ----- | ----- | ----- | ----- | ----- | ----- |
| 274   | ↗376  | ↗1023 | ↘867  | ↗1302 | ↗1795 | ↗2071 |
| 2012  | 2013  | 2014  | 2015  | 2016  | 2017  | 2018  |
| ↗2100 | ↗2132 | ↗2171 | ↗2185 | ↗2191 | ↗2237 | ↗2251 |
| 2019  | 2020  | 2021  | 2023  | 2024  | 2025  |       |
| ↗2280 | ↗2315 | ↗2357 | ↗2415 | ↗2456 | ↗2508 |       |

По данным Всероссийской переписи населения 2010 года:
| № | Национальность | Численность, чел. | Доля |
| - | -------------- | ----------------- | ---- |
| 1 | аварцы         | 2054              | 99 % |
| 2 | другие         | 17                | 1 %  |